# 大橋村 (新潟県)
大橋村（おおはしむら）は、かつて新潟県佐渡郡にあった村。

## 地理
- 島嶼：佐渡島

## 沿革
- 1889年（明治22年）4月1日 - 町村制施行に伴い羽茂郡大橋村、大石村、三瀬村が合併し、大橋村が発足。
- 1896年（明治29年）4月1日 - 郡の統合により佐渡郡に所属[1]。
- 1901年（明治34年）11月1日 - 佐渡郡千手村、羽茂本郷村と合併し、羽茂村となり消滅。